# 137
137 (CXXXVII) var ett normalår som började en måndag i den julianska kalendern.

## Händelser

### Okänt datum
- Nya skattelagar antas för handeln i Palmyra. Denna karavanstad blir rik på att importera ovanliga produkter från Persiska viken och sedan exportera saker tillverkade i medelhavsområdet österut.

## Födda
- 2 februari – Didius Julianus, romersk kejsare 28 mars–1 juni 193 (född denna dag eller 30 januari 133)
- Shi Xie, härskare i Jiaozhi under den senare Handynastin

## Avlidna
- Telesphorus, påve sedan 125, 126 eller 128 (död detta år, 136 eller 138)